# La Chiva Gantiva
La Chiva Gantiva is een Belgische band met Afro-Colombiaanse muziek. De band treedt wereldwijd op en werd bekroond door de Colombiaanse televisie.

## Achtergrond
La Chiva Gantiva werd rond 2011 opgericht in Brussel door musici uit verschillende landen. Naast de drie oprichtende leden, drie studenten uit Colombia, traden een Belg, Fransman en Vietnamees toe. De muziekstijl kan worden gekwalificeerd als een combinatie van Afro-Colombiaanse ritmes met rock, afrobeat en funk.
De Britse The Guardian schreef lovend over de band in een recensie van 2012. Daarnaast worden ze ook goed ontvangen in Colombia waar ze in 2010 werden bekroond met de Premios SHOCK, een jaarlijkse muziekprijs die wordt uitgereikt door de Colombiaanse televisie. De band treedt verder wereldwijd op. Ze gaven optredens in Europa (onder meer Dour Festival en Sziget Festival), Australië, Nieuw-Zeeland, Benin, de Verenigde Staten (onder meer tijdens South by Southwest) en het Festival International de Jazz de Montréal.

## Discografie
- 2014: Vivo
- 2012: Pelao
- 2017: ¨Despegue¨